# Groove Coverage
Groove Coverage es un grupo alemán de Euro-trance. El proyecto Groove Coverage consiste en Axel Konrad, DJ Novus, Melanie Munch,
más conocida como Mell (voz principal), y Verena Rehm (antigua stage performer, voz secundaria, voz principal ocasional).
El grupo ha tenido varios éxitos en todo el mundo, especialmente en Alemania, y ha tenido cierto éxito en América del Norte,
especialmente con la canción, «Poison».
Han producido remezclas conocidas de diferentes canciones, incluyendo «Love is an Angel» de Sylver, «Come With Me» de Special D,
y «Ass Up!» de Baracuda. Los productores del grupo son Ole Wierk y Lou Bega, quien raramente escriben canciones.
Groove Coverage ha publicado tres álbumes oficiales en Alemania, Covergirl (2002),
7 Years and 50 Days (2004) y 21st Century (2006). También han publicado el álbum recopilatorio
Best Of (2005), y un disco especial para el mercado canadiense titulado Groove Coverage
que incluye sus grandes éxitos en Canadá. En los Estados Unidos, publicaron un álbum titulado Groove Coverage: Greatest Hits.
Varias canciones del grupo son versiones o conversiones reimaginadas de otras canciones. Groove Coverage publicó una versión de la canción «Moonlight Shadow» de Mike Oldfield, al igual que una versión dance de la canción «Poison» de Alice Cooper. «She» está basada en la canción de Navidad «Stern über Betlehem» (en español, Estrella sobre Belén)
de Alfred Hans Zoller. En su álbum más reciente, 21st Century, publicaron una versión de la canción «21st Century Digital Boy» de Bad Religion, titulada «21st Century Digital Girl».
Utiliza el mismo formato de base que la versión anterior, pero la letra es diferente para reflejar la diferencia en el tema epónimo de la canción (haciendo referencia a cosas como implantes mamários e inyecciones de botox.
El grupo ha publicado tres singles anteriores a su álbum más reciente 21st Century:
- «Holy Virgin», una versión inglesa de la canción «Fata Morgana», originalmente cantada por el grupo austriaco Erste Allgemeine Verunsicherung en 1986,
- «On The Radio», una versión de «Mann im Mond» de Die Prinzen,
- «21st Century Digital Girl», una réplica a la canción «21st Century Digital Boy» de ad Religion.

## Discografía

### Álbumes
- 2002: Covergirl
- 2004: 7 Years and 50 Days
- 2006: 21st Century
- 2012: Riot on the Dancefloor

### Compilaciones
- 2005: Best Of (CD + DVD)
- 2005: Best Of Groove Coverage: The Ultimate Collection (3 CD) (Hong Kong)
- 2006: Greatest Hits (Estados Unidos)
- 2007: Greatest Hits (2 CD)
- 2008: Poison (The Best Of Groove Coverage) (CD edición especial, Japón)
- 2008: The Definitive Greatest Hits & Videos (Singapur) (2008)

### Singles
- 1999: Hit Me
- 2000: Are U Ready
- 2001: Moonlight Shadow
- 2002: God is a Girl
- 2003: The End
- 2003: Poison [1][2]
- 2004: 7 Years and 50 Days
- 2004: She
- 2005: Runaway
- 2006: Holy Virgin
- 2006: On the Radio
- 2007: 21st Century Digital Girl
- 2007: Because I Love You
- 2008: Summer Rain
- 2010: Innocent
- 2011: Angeline
- 2014: Wait
- 2018: God Is A Girl (con W&W)

### Remixes
- Chupa - "Arriba" (2001)
- DJ Valium - "Bring the Beat Back" (2002)
- X-Perience - "It's a Sin" (2002)
- Special D - "Come with Me" (2002)
- Silicon Bros - "Million Miles from Home" (2002)
- Seven - "Spaceman Came Traveling" (2003)
- DJ Cosmo - "Lovesong" (2003)
- Sylver - "Livin' My Life" (2003)
- Mandaryna - "Here I Go Again" (2004)
- Sylver - "Love Is an Angel" (2004)
- Baracuda - "Ass Up!" (2005)
- Melanie Flash - "Halfway to Heaven" (2006)
- N-Euro - "Lover on the Line" (2006)
- Max Deejay vs. DJ Miko - "What's Up" (2006)
- Baracuda - "La Di Da" (2007)
- DJ Goldfinger - "Love Journey Deluxe" (2008)
- Arnie B - "Another Story" (2008)
- Arsenium - "Rumadai" (2008)
- Master Blaster - "Everywhere" (2008)
- N.I.N.A - "No More Tears" (2008)